# 前田憲作
前田 憲作（まえだ けんさく、1968年5月9日 - ）は、WAKO PROムエタイ世界スーパーフェザー級元王者。WKAムエタイ世界スーパーフェザー級元王者。元K-1プロデューサー、元キックボクサー、俳優。神奈川県座間市出身。有限会社ドラゴン代表取締役、チームドラゴンジム会長、元K-1 GYM総本部代表。常勝軍団と呼ばれるチームドラゴン結成後は指導者としての手腕を発揮し、多数の強豪選手を育成。現在日本で一番多くのキックボクシングのチャンピオンを育てた実績を持ち、あらゆる角度からキックボクシング界を牽引している。

## 人物
少年時代はブルース・リーやタイガーマスクに憧れてシーザージムへ入門。シュートボクシングでプロデビュー。シーザージムのトレーナーだったシンサック・ムアスリン（シンサック・ソーシリパン）の独立に伴い、彼が設立したシンサック・ビクトリー・ジム（S.V.G.）へ移籍。といっても当時はジムが常設の形では存在せず、空き地（世田谷のガード下）にサンドバッグを吊るして練習をするという毎日であった。そんな猛練習をし、そこからチャンピオンに這い上がったサクセスストーリーで一躍有名になり、多くのメディアから注目を浴びるようになった。  
1990年代初頭、ライバル立嶋篤史などとともに、キックボクシング界を引っ張っていた。ルックスの良い前田は女性に人気で、キックボクシングが静かに興行されていた当時に、東京ベイNKホールを黄色い声援で満員にしていた。 
1990年代半ばから芸能活動も並行して行い、映画「ろくでなしブルース」「ろくでなしブルース98」の主演も務めた。 
「常勝軍団」とも呼ばれるチームドラゴン代表時代から現在に至るまで多数の強豪選手を育成している。 

## 来歴
1992年7月18日、当時全日本キックボクシング連盟の一枚看板だった立嶋篤史に判定勝ちし全日本フェザー級王座を獲得。一躍脚光を浴びてキックボクシングを代表する選手となった。
1993年11月27日、タイトルマッチで立嶋と再戦。KO負けし、王座陥落。このころAJパブリックジムに移籍。
1994年7月30日、WKAムエタイ世界スーパーフェザー級タイトルマッチでローレンス・ミエラに挑戦し、見事を勝利を収め世界王者となる。
1997年7月25日、WKAムエタイ世界スーパーフェザー級王者決定戦で、クレイグ・ペイス（オーストラリア/同級世界8位、WKAオーストラリア&WMTC西オーストラリア王者）に2R56秒でKO勝ちし、新王者になる。
1997年11月9日、K-1 JAPAN フェザー級GPの1回戦で村浜武洋に判定負け。
1999年、チャーンコーチ、小比類巻貴之と3人で「チームドラゴン」を結成。
1999年8月22日、「K-1 SPIRITS '99」で約2年ぶりに復帰し、カリム・ナシャーと対戦。カリムが右肩を負傷し、タオル投入によるTKO勝ち。
1999年12月5日、「K-1 GRANDPRIX '99」のスーパーファイトに出場。ブラッド・ヘミング（オーストラリア）と対戦し、左膝蹴りで2度のダウンを奪い、1R1分33秒でKO勝ちする。
2000年5月12日、イタリアのボローニャで行われた「K-1 WORLD GP 〜ヨーロッパ&ロシア地区A予選」のスーパーファイトに出場し、WKA&WAKO PROムエタイ世界ダブルタイトルマッチでマッシモ・リゾリ（イタリア）と対戦。3RTKOで勝利し、WKAタイトル防衛と同時にWAKO PROのタイトルを獲得。
2002年10月11日、「K-1 WORLD MAX 2002」でミロスラフ・サフラ相手に引退試合を行い、判定勝ち。自身の引退を白星で飾った。翌10月12日、東京都町田市の「龍道場（ドラゴンドージョー）※現在は龍拳會（りゅうけんかい）」の道場開きを行った。
2006年5月17日、J-NETWORK「GO! GO! J-NET '06 〜Invading the DRAGON〜」の全16試合にチームドラゴン所属選手が出場。J-NETWORK選手と対抗戦を行い、11勝2敗3分けと勝ち越した。
2007年6月3日、J-NETWORK「TEAM DRAGON QUEST 1」の全17試合中、16試合にチームドラゴン所属選手が出場し、11勝3敗2分けと勝ち越した。
2008年1月28日、「K-1 WORLD YOUTH」の日本チーム監督を務めることが発表された。
2014年5月29日、K-1プロデューサー就任。
2015年9月18日、映画「縁（えにし）The Bride of Izumo」のアソシエイト・プロデューサーで元客室乗務員の清上綾子と結婚。
2016年9月20日、K-1プロデューサー退任。現在は有限会社ドラゴンの代表取締役兼チームドラゴンジム会長として選手育成に励む。
2017年3月、第一子長女誕生。

## 主に育成したチャンピオン
| 選手名       | 獲得したタイトル |
| ------------ | --- |
| 小比類巻貴之 | ISKAオリエンタル世界スーパーウェルター級王座 「K-1 WORLD MAX」日本代表決定トーナメント優勝                                                                                                   |
| 澤屋敷純一   | J-NETWORKヘビー級王座 |
| 京太郎       | 第18回全日本新空手道選手権大会重量級優勝 「K-1 YOUNG JAPAN GP 2007」優勝 第2代 K-1ヘビー級王座                                                                                               |
| 梶原龍児     | J-NETWORKライト級新人王（2005年） J-NETWORKライト級王座 第2代 WFCAタイボクシング世界ライト級王座 初代 Krush -63kg王座                                                                        |
| 山崎秀晃     | Krush -63kg WILDRUSH League 2012 王者 第3代 Krush -63kg級王座 第4代 Krush -65kg級王座 K-1 -65kg級日本王者                                                                                    |
| 卜部弘嵩     | 全日本新空手K-2軽中量級王者（2007年） 初代 Krush -60kg王座 (2011年) 第4代 Krush -60kg王座 (2014年) ISKAオリエンタル世界スーパーライト級王座（2014年） 第2代 K-1 WORLD GP -60kg王座（2015年） |
| 卜部功也     | ISKA K-1世界ライト級王座 「Krush YOUTH GP 2012」-63kg級優勝 初代 K-1 WORLD GP -60kg王座（2015年） K-1-60kg級日本王者                                                                         |
| 武尊         | K-1 WORLD GPスーパー・バンタム級（-55kg）王座 初代 K-1 WORLD GPフェザー級王座 |
| 伊澤波人     | 英雄伝説 初代 世界-57kg級王者 |
| 佐々木大蔵   | 第4代 Krush -63kg王者 |
| 斐也         | K-1チャレンジ2015 全日本大会 ヘビー級王者 初代 WMC クルーザー級王者 |
| 森香津真     | K-1カレッジ2016 ～大学生日本一決定トーナメント～ -65kg優勝 |
| 西京春馬     | K-1甲子園2015 -55kg王者 |
| 西京祐馬     | K-1甲子園2016 -60kg王者 |
| 尾崎圭司     | R.I.S.E. DEAD OR ALIVE TOURNAMENT '06 優勝 |
| 細野岳範     | J-NETWORKライト級王者 2004K-2グランプリ軽中量級 全日本王者 |
| 青木亮       | J-NETWORKフェザー級王者(2007) |
| 佐々木仁子   | 初代J-Girlsフェザー級王者 |
| 上松大輔     | ISKAオリエンタル世界ライト級 世界王者 |
| 野口学       | TRIBELATE クルーザー級チャンピオン TRIBELATE ライトヘビー級チャンピオン |
| 卯月昇龍     | TRIBELATE MMA フライ級チャンピオン |
| 加藤洋介     | TRIBELATE キックボクシング スーパーフライ級チャンピオン |

## 戦績
| キックボクシング 戦績 | キックボクシング 戦績 | キックボクシング 戦績 | キックボクシング 戦績 | キックボクシング 戦績 | キックボクシング 戦績 | キックボクシング 戦績 |
| --------------------- | --------------------- | --------------------- | --------------------- | --------------------- | --------------------- | --------------------- |
| 45 試合               | (T)KO                 | 判定                  | その他                | 引き分け              | 無効試合              |                       |
|                       |                       |                       |                       |                       |                       |                       |
|                       |                       |                       |                       |                       |                       |                       |

| 勝敗 | 対戦相手                         | 試合結果                            | 大会名                                                                                     | 開催年月日     |
| ○    | ミロスラフ・サフラ               | 3R終了 判定3-0                      | K-1 WORLD MAX 2002 〜世界王者対抗戦〜                                                      | 2002年10月11日 |
| ○    | ベン・スミューレン               | 2R 3:00 KO（右膝蹴り）              | WOLF REVOLUTION 〜First Wave〜                                                             | 2000年7月26日  |
| ○    | マッシモ・リゾリ                 | 3R TKO                              | K-1 WORLD GP 〜ヨーロッパ&ロシア地区A予選 【WKA&WAKO PROムエタイ世界ダブルタイトルマッチ】 | 2000年5月12日  |
| ×    | チャモアペット・チョーチャモアン | 5R終了 判定0-3                      | K-1 BURNING 2000                                                                           | 2000年3月19日  |
| ○    | ブラッド・ヘミング               | 1R 1:33 KO（左膝蹴り）              | K-1 GRAND PRIX '99 決勝戦                                                                  | 1999年12月5日  |
| ○    | カリム・ナシャー                 | 2R 0:27 TKO（右肩負傷、タオル投入） | K-1 SPIRITS '99                                                                            | 1999年8月22日  |
| ×    | 村浜武洋                         | 3R終了 判定0-3                      | K-1 GRAND PRIX '97 決勝戦 【K-1 JAPAN フェザー級GP 1回戦】                                 | 1997年11月9日  |
| ○    | クレイグ・ペイス                 | 2R 0:56 KO                          | 全日本キックボクシング連盟「KICK OVER13」 【WKAムエタイ世界スーパーフェザー級王者決定戦】  | 1997年7月25日  |
| ×    | トンサック・ボーコーソー         | 5R終了 判定 0-2                     | ルンピニースタジアム                                                                       | 1996年10月21日 |
| ○    | マイケル・リューファット         | 5R 1:52 KO                          | 全日本キックボクシング連盟                                                                 | 1994年11月26日 |
| ○    | ローレンス・ミエラ               | 2R終了 TKO                          | 全日本キックボクシング連盟 【WKAムエタイ世界スーパーフェザー級王者決定戦】                 | 1994年7月30日  |
| ○    | ジョン・フォード                 | 2R 1:32 KO                          | 全日本キックボクシング連盟「Destiny V」                                                    | 1994年5月20日  |
| ×    | 立嶋篤史                         | 3R 0:49 KO                          | 全日本キックボクシング連盟「EVOLUTION step-8」                                             | 1993年11月27日 |
| ×    | ピーマイ・オー・ユッタナゴン     | 4R TKO                              | 全日本キックボクシング連盟「Evolution STEP3」                                              | 1993年5月22日  |
| ○    | ビリー・ボーウェン               | 4R 1:39 KO                          | 全日本キックボクシング連盟 ラスベガス興行                                                  | 1992年7月18日  |
| ○    | 立嶋篤史                         | 5R終了 判定2-0                      | 全日本キックボクシング連盟「One Truth 5th」                                                | 1992年7月18日  |
| ○    | 斉藤直弘                         | 2R 2:27 KO                          | 全日本キックボクシング連盟「One Truth」                                                    | 1992年1月25日  |
| ○    | 三宅秀和                         | 延長2回 判定 3-0                    | シュートボクシング                                                                         | 1989年2月17日  |
| ○    | 越野伸司                         | 延長1回 判定                        | シュートボクシング「SB若手選手対強豪ムエタイ選手」                                         | 1988年9月17日  |
| ×    | 李石                             | 本戦 1:13 KO                        | シュートボクシング「SBワールドレボリューション宣言」                                       | 1988年4月3日   |
| ×    | 三宅秀和                         | 本戦判定                            | シュートボクシング「’88ファーストマッチ・SB協会北米支部設立記念試合」                      | 1988年1月31日  |
| ○    | 三宅秀和                         | 延長1回 2：23 KO                    | 「シュートボクシングvs沖縄空手チェンジングマッチ」                                         | 1987年10月10日 |

## 獲得タイトル
- 第12代全日本フェザー級王座
- WKAムエタイ世界スーパーフェザー級王座（3度防衛）
- WAKO PROムエタイ世界スーパーフェザー級王座（0度防衛）

## その他
- 自他共に認めるブルース・リーオタクである。キカイダーオタクでもある。

## 俳優活動
- ろくでなしBLUES（前田大尊役）1996
- ろくでなしBLUES  (前田大尊役）1998
- 新湘南爆走族 荒くれKnight4（木下喜一役）
- 地獄堂霊界通信（三田村豪役）
- あばれブン屋